# Чюрюксу, Нуман
Нуман Чюрюксу (тур. Numan Çürüksu; 2 декабря 1984 года, Трабзон) — турецкий футболист, защитник.

## Клубная карьера
Нуман Чюрюксу — воспитанник турецких клубов «Эрдогдуспор» и «Сюрменеспор». Карьеру футболиста он начал в 2006 году, играя за «Сюрменеспор», выступавший в то время в Третьей лиге (четвёртый уровень в системе футбольных лиг Турции). В 2007 году Нуман стал футболистом другого клуба Третьей лиги «Офспор». Наконец в январе 2010 года он перебрался в клуб Первой лиги «Ордуспор». Во второй по значимости лиге Турции Нуман дебютировал 20 января, выйдя в стартовом составе своей команды в домашней встрече против «Гиресунспора». В следующем сезоне Нуман провёл 23 матча в лиге за «Ордуспор», который по итогам турнира и последующего плей-офф завоевал место в Суперлиге. В главной футбольной лиге Турции Нуман дебютировал 17 сентября 2011 года, в домашнем матче «Ордуспора» против «Манисаспора».
В январе 2013 года Нуман стал игроком клуба «Кайсери Эрджиесспор», в то время выступашего в Первой лиге. По итогам сезона 2012/2013 Нуман вместе со своей командой вернулся в Суперлигу. Через год, в конце августа 2014 года, Нуман перешёл в столичный «Османлыспор», вышедший по итогам Первой лиги 2014/2015 в Суперлигу.